# Les Diamants de la victoire

Les Diamants de la victoire est un téléfilm français réalisé par Vincent Monnet, diffusé le 18 septembre 2010 sur France 3.

## Synopsis
Septembre 1792. La coalition austro-prussienne envahit la France, Verdun est tombée et la route de Paris est ouverte, la Révolution apparaît perdue. Danton, ministre de la Justice, tente un stratagème : faire dérober les Diamants de la Couronne conservés à l’hôtel du Garde-Meuble et acheter le Duc de Brunswick, commandant de l'armée prussienne. Théophile, vicomte de Chandrilles est alors contactée par une prétendue baronne proche du roi, elle lui demande de s'emparer des diamants afin de libérer la famille royale détenue à la Prison du Temple. Celui-ci se résout à accepter la mission et s'attelle à former son groupe de maraudeurs parmi des aristocrates...

## Fiche technique
- Réalisateur : Vincent Monnet
- Scénario : Didier Decoin
- Musique Jean-Maris Senia
- Productrice Exécutive : Nathalie Baehrel
- Date de diffusion : 18 septembre 2010 sur France 3
- Durée : 90 minutes.

## Distribution
- Lorànt Deutsch : Théophile, vicomte de Chandrilles
- Julie Judd : Graciane
- Judith Davis : Audine de Chandrilles
- Patrick Laplace : Danton
- Éric Naggar : Duc de Mauresquiel
- Sébastien Libessart : Marquis de Kersaint
- Guillaume de Tonquédec : Comte de Jobourg
- Pierre Niney : Boivin de Bièvre
- Gérard Loussine : Belette